# Blattion
Blattion (en grec byzantin βλάττιον / bláttion) désigne dans l'Empire byzantin la couleur pourpre, et par suite toute pièce de tissu teinte en pourpre, de laine ou surtout de soie, dont la fabrication est depuis Justinien un monopole d'État. Par glissement sémantique, le terme vient au Xe siècle à désigner les soieries de manière générale, quels que soient leur teinte et leur usage : on le trouve pour décrire aussi bien les tentures du Grand Palais que les voiles couvrant les icônes.